# Ma référence
Ma référence é o segundo álbum da cantora francesa Jena Lee. Produzido junto com Busta Fun, saiu a venda em 1 de novembro de 2010 para download digital e em 8 de novembro nas lojas, com a gravadora Mercury Records. O álbum teve um sucesso um pouco menor em comparação com o disco anterior de Jena Lee, Vous remercier. Alcançou o 11º lugar em vendas na França e o 8º lugar em downloads digitais. Na Bélgica teve um sucesso discreto, alcançando o 72º lugar em vendas. Antes do lançamento do álbum, duas canções haviam saído em forma de download: Éternise-moi (com participação da banda Eskemo) e Je rêve en enfer. Mas, foi US Boy a escolhida para ser o primeiro single do disco. Jena Lee declarou, no entanto, que esta canção não expressava o que ela realmente sentia, sendo a escolhida por causa de seu ritmo. Segundo a cantora, sua canção favorita do álbum e a que ela realmente se identifica é Mon ange. Essa música foi designada recentemente como o segundo single do álbum.

## Faixas
| #   | Título                             | Duração  |
| --- | ---------------------------------- | -------- |
| 1.  | "Mon ange"                         | 3 min 52 |
| 2.  | "US Boy"                           | 3 min 37 |
| 3.  | "Je rêve en enfer" (feat. Orelsan) | 3 min 22 |
| 4.  | "Ma référence"                     | 3 min 06 |
| 5.  | "Éternise-moi" (feat. Eskemo)      | 4 min 15 |
| 6.  | "Le temps"                         | 3 min 44 |
| 7.  | "Mon délire"                       | 4 min 10 |
| 8.  | "Âme sœur"                         | 2 min 45 |
| 9.  | "Ne me réveille pas"               | 3 min 16 |
| 10. | "J'oublie"                         | 4 min 06 |
| 11. | "Je m'ennuie" (feat. JLB)          | 2 min 57 |
| 12. | "En détresse"                      | 3 min 35 |
| 13. | "L'ombre et la lumière"            | 4 min 19 |

## Listas de vendas
| Listas de vendas (2010) | Posição tope |
| ----------------------- | ------------ |
| França                  | 11           |
| França (Downloads)      | 8            |
| Bélgica                 | 72           |